# Corambe carambola
Corambe carambola is een slakkensoort uit de familie van de Onchidorididae. De wetenschappelijke naam van de soort is voor het eerst geldig gepubliceerd in 1955 door Er. Marcus.